# Chloé Magique
 (septembre 2012).
Si vous disposez d'ouvrages ou d'articles de référence ou si vous connaissez des sites web de qualité traitant du thème abordé ici, merci de compléter l'article en donnant les références utiles à sa vérifiabilité et en les liant à la section « Notes et références ».
Chloé Magique (Chloe's Closet) est une série télévisée d'animation britanno-américaine en 52 épisodes de 11 minutes, produite par MoonScoop Entertainment et diffusée à partir du 12 juillet 2011 sur PBS Kids et CITV.
Au Canada francophone, la série a été diffusée à partir du 6 septembre 2011 sur TFO, et en France depuis le 25 juin 2012 sur France 5 dans Zouzous, et aussi sur Playhouse Disney puis Disney Junior, et enfin sur Piwi+.

## Synopsis
La série suit les aventures d’une adorable petite fille à l’imagination débordante, Chloé. Chaque jour, alors qu'elle joue dans sa chambre avec ses amis (Greg, Thibault, Tara...), elle découvre dans son placard, un nouveau costume qui la plonge dans un nouvel univers fantastique, toujours accompagnée de son doudou nommé « Monsieur Canard ». L'aventure qu'elle vit avec ses amis amène à une petite morale liée à la première scène du début.

## Distribution

### Voix françaises
- Véronique Fyon : l'interprète du générique
- Maia Baran : Chloé
- Mélanie Dermont : Lilly
- Carole Baillien : Lola
- Béatrice Wegnez : Tara
- Émilie Guillaume : Max
- Stéphane Flamand : Greg
- Dominique Wagner
- Christophe Hespel : M. Canard
- Mathieu Moreau
- Sébastien Hébrant : Thibault
- Version française
  - Studio de doublage : C YOU SOON
  - Adaptation : Vincent Bonneau / Jean-Philippe Bouriette / Séverine Bordier
  - Direction artistique : Jennifer Baré

## Listes des épisodes

### Saison 1
1. L 'enigme de l'arc-en-ciel
2. Brille petite étoile
3. Au pays des dinosaures
4. Tous au cirque
5. Sur la pointe des pieds
6. Petit Homme
7. Le hoquet du gorille
8. La chasse au trésor
9. Les apprentis vétérinaires
10. Un train tout neuf
11. Le chameau perdu
12. Jamais sans mon doudou
13. La pieuvre acrobate
14. Le son de l'écho
15. Tous en piste !
16. Princesse des neiges
17. Le talent de Greg
18. Le château rose
19. Les singes pirates
20. À la ferme
21. Star de la chanson
22. Chloé plus magique que jamais
23. Le flamenco des flamants roses
24. Symphonie sous les mers
25. Les petits plagistes
26. Saute -mouton
27. Les magisiens en herbe
28. La tete dans les nuages

### Saison 2
1. La pizza special
2. On va camper
3. La princesse endormie
4. La vabeuleuse fanfare de Chloé
5. Un héros très collant
6. Un problème de taille
7. Les chaises musicales
8. On devrait jouer dans des films
9. Une mission pour super Chloé
10. La fete des trois petit cochons
11. Y voir pour y croire
12. La chasse au trésor
13. A la recherche des bébés des tortues
14. Fiesta
15. Le grand gentil loup
16. La trompe bouché
17. Une épopée hip hop